# Euproctis disphena
Euproctis disphena är en fjärilsart som beskrevs av Collenette 1930. Euproctis disphena ingår i släktet Euproctis och familjen tofsspinnare. Inga underarter finns listade i Catalogue of Life.